# Parker Fly
Parker Fly é um tipo de guitarra elétrica feita pela Parker Guitars. Seu design foi feito por Ken Parker e Larry Fishman, e inicialmente produzida em 1993. é única entre guitarras elétricas na maneira em que usa diferentes tipos de materiais. É notável por ser leve (2 kg) e ressonância. É também uma das primeiras guitarras elétricas a combinar captadores magnéticos com captadores piezoelétricos, permitindo ao guitarrista acessar ambas as funções elétrica e acústica.
Inpirada em instrumentos musicais mais antigos como o alaúde, Ken Parker começou a experimentar exoesqueletos para conferir rigidez ao instrumento, mas a madeira de lei é muito difícil de trabalhar e não atinge resultados satisfatórios. Inpirado por um amigo que usou fibra de carbono para construir lanchas, Ken Parker começou a realizar experientos com o material. Hoje, as Parker Fly são construídas com um exoesqueleto ao longo da parte traseira e por volta da pestana da guitarra. É feito de um material composto com fibra da carbono/vidro/epox e que é mais fino que a cobertura de tinta final. O mesmo material também compõe o braço da guitarra. material.